# Edna Watson
Edna Irene Watson MCP (1895 - 1976) cùng với Hilda Aitken là một trong hai thành viên nữ đầu tiên của quốc hội thuộc địa Bermuda. Bà đại diện cho giáo xứ Paget từ năm 1948 đến 1953 sau một chiến dịch của Hội Phụ nữ quyền bầu cử cho cuộc bầu cử vào Hạ viện.